# Gaurax patelainae
Gaurax patelainae är en tvåvingeart som beskrevs av Peterson 1967. Gaurax patelainae ingår i släktet Gaurax och familjen fritflugor.
Artens utbredningsområde är Ontario. Inga underarter finns listade i Catalogue of Life.